# 陕虢节度使
陕虢节度使，原为陕虢观察使，為唐朝、五代在今河南省、陕西省之间设立的節度使。

## 沿革
唐肅宗上元二年（758年）设立陕虢华节度使，下辖陕州、虢州、華州，治陕州（今河南省三门峡市）。759年，管理潼關。760年改為陕西節度使，兼神策军。761年，華州归镇国军节度使。762年，改为陕西观察使。763年，增加虢州。779年废除。781年，设立陕西防御使，783年为节度使，784年废除。785年，改为陕虢都防御观察陆运使。883年设立陕虢節度使，889年建号保义军节度使。五代后梁改为鎮國軍節度使，原鎮國軍節度使为感化军節度使，邢州为保义军節度使。后唐复故，历北宋，金朝废除。

## 歷任
- 来瑱（759年—760年）
- 李倕（760年，遥领）
- 郭英乂（760年—762年）
- 皇甫温（763年—774年）
- 李国清（774年—775年）
- 杜亚（779年）
- 李齐运（780年—781年）
- 姚明敭（781年—783年）
- 张劝（783年—785年）
- 李泌（785年—787年）
- 卢岳（787年—788年）
- 杜佑（788年—789年）
- 李翼（789年—791年）
- 吴凑（791年—792年）
- 姚南仲（792年—797年）
- 于頔（797年—798年）
- 崔淙（798年—806年）
- 李上公（806年—807年）
- 房式（808年—809年）
- 张弘靖（809年—811年）
- 卫次公（811年—813年）
- 窦易直（813年—816年）
- 崔从（817年—818年）
- 裴向（818年—820年）
- 卫中行（820年—822年）
- 令狐楚（822年）
- 庾承宣（822年—826年）
- 韦弘景（826年—828年）
- 王起（828年—830年）
- 崔郾（830年—831年）
- 崔咸（831年—833年）
- 李诜（833年）
- 舒元舆（835年）
- 郑肃（836年—837年）
- 卢行术（837年—838年）
- 孙简（838年—839年）
- 姚合（839年）
- 韦温（840年—843年）
- 李拭（844年—845年）
- 崔铉（845年—846年）
- 崔璪（846年）
- 陈商（846年—847年）
- 李续（848年）
- 韦有翼（848年—849年）
- 卢贞（850年）
- 夏侯孜（851年—853年）
- 高少逸（854年—855年）
- 杜审权（857年—859年）
- 萧仿（864年—865年）
- 杨知温（866年—868年）
- 崔荛（868年）
- 崔碣（869年—871年）
- 韦晦（约咸通末年）
- 陆墉（874年—876年）
- 崔荛（877年）
- 杨损（877年—878年）
- 高浔（878年—879年）
- 卢渥（879年—880年）
- 卢沆（880年—881年）
- 王重盈（881年—887年）
- 王珙（887年—899年）
- 王珂（895年，未赴任）
- 李璠（899年）
- 朱友谦（899年—907年）
- 朱友谅（907年）
- 康怀贞（907年—910年）
- 杨师厚（910年—913年）
- 戴思远（913年）
- 朱友诲（918年）
- 朱友能（918年—921年）
- 朱友诲（921年）
- 霍彥威（921年—924年）
- 李绍琛（924年—926年）
- 石敬瑭（926年—927年）
- 刘仲殷（926年）
- 李从敏（927年—928年）
- 张延朗（928年—930年）
- 刘彦琮（930年）
- 李从璋（930年—931年）
- 安从进（931年）
- 康思立（931年—934年）
- 相里金（934年—936年）
- 刘知远（936年—937年）
- 李从敏（937年—940年）
- 景延广（940年—941年）
- 石赟（941年—943年）
- 王周（943年—944年）
- 宋彦筠（944年—945年）
- 刘景岩（945年—946年）
- 焦继勋（946年）
- 石重煦（946年）
- 赵晖（947年—948年）
- 白文珂（948年—949年）
- 李洪信（949年—951年）
- 折从阮（951年—952年）
- 李琼（953年）
- 韩通（953年—954年）
- 药元福（954年—959年）
- 袁彦（959年—960年）
- 杜审进（963年—977年）